# Eugen Löbl
Eugen Löbl (* 14. Mai 1907 in Holíč; † 8. August 1987 in New York City) war ein slowakischer Ökonom, Politiker und Pädagoge.
Seine Eltern waren Hedwig geb. Kohn und Albert Löbl, ein Kaufmann.

## Werdegang
Nach seinem Abschluss an der Hochschule für Wirtschaftsingenieurwesen in Bratislava studierte er an der Universität für Welthandel Wien.
Von 1925 bis 1926 arbeitete er in einem Konstruktionsbüro, dann bis 1938 Angestellter einer Versicherungsgesellschaft.
Schon in jungen Jahren war er politisch linksorientiert und wurde Mitglied einer Intellektuellengruppe um das DAV-Magazin.
1931 trat er der Komunistická strana Československa bei.
Unter dem Pseudonym J. Les veröffentlichte er in der Presse Artikel über die Sowjetunion, die er im September 1936 besuchte, und die Broschüre Antwort an André Gide, kritisch zu André Gidas Rückkehr aus der UdSSR. Löbls Kritik wurde von der Parteiführung und den Davisten jedoch als weniger radikal eingeschätzt.
1937 wurde er Sekretär des Vereins der Freunde der UdSSR.
1939 schickte ihn die Partei nach Krakau und später nach London. Hier arbeitete er im Czech Refugee Trust Fund, um tschechoslowakischen Flüchtlingen zu helfen, und ab 1941 war er Sekretär der Union der Tschechoslowakisch-Britischen Freundschaft.
Ab 1943 war er Berater des tschechoslowakischen Außenministers Jan Masaryk Exilregierung für Wirtschaft und Angelegenheiten UNRRA.
Ende November 1943 nahm er an der ersten Nothilfe- und Wiederaufbauverwaltung der Vereinten Nationen (UNRRA-Konferenz) in Atlantic City teil.
Er arbeitete auch als leitender Beamter im Exilministerium für wirtschaftliche Erholung.
Nach seiner Rückkehr in die Tschechoslowakei 1945 wurde er stellvertretender Außenhandelsminister.
Er wurde 1949 festgenommen und drei Jahre lang in Untersuchungshaft gehalten.
Als einer der Angeklagten im Prozess gegen Rudolf Slánský wurde er im November 1952 wegen Hochverrats, Spionage und Sabotage zu lebenslanger Haft verurteilt.
1955 erlitt er einen Herzinfarkt, im Krankenhaus des Gefängnis Pankrác verfasste er auf Anfrage der Generalstaatsanwaltschaft einen Bericht über den Slánský-Prozess und die Ermittlungsmethoden bei der Vorbereitung. 1960 wurde er aus dem Gefängnis entlassen.
Nach seiner Entlassung arbeitete er zunächst als Lagerhalter, wurde 1963 rehabilitiert und wurde am 1. April des folgenden Jahres Direktor der Státní banka československá SBČS-Regionalfiliale in Bratislava bis zum 21. August 1968.
Er war der Mitarbeiter von Ota Šik bei der Vorbereitung der Wirtschaftsreform.
Ab 1965 versuchte er, ein Buch über den Slánský-Prozess zu veröffentlichen, das jedoch erst im Prager Frühling 1968 veröffentlicht werden konnte.
Am 1. Mai 1968 erteilte Präsident Ludvík Svoboda Eugen Löbl den Orden Řád práce (vergleichbar Held der Arbeit in der DDR) für „langfristige und engagierte politische und öffentliche Tätigkeit“.
Löbl sah in der Augustbesetzung das Ende der Hoffnungen auf eine Wirtschaftsreform und emigrierte daher kurz darauf. In den Lehren aus der Krisenentwicklung vom Dezember 1970 wurde er zu den "führenden Vertretern" wie František Kriegel, Jiří Pelikán, Arnošt Lustig, Eduard Goldstücker und A. J. Liehm, die „von den Positionen des Zionismus ausgingen“ und „erheblichen Einfluss auf den Kampf gegen den Sozialismus in der Sozialistischen Tschechoslowakei“ hatten.
Von 1969 bis 1976 lehrte er an mehreren US-amerikanischen Universitäten Volkswirtschaftslehre und Politikwissenschaft. Er arbeitete beim Světový kongres Slováků (Weltkongress der Slowaken SKS) als Vizepräsident und leitender Wirtschaftsexperte. Er arbeitete eng mit dem SKS-Vorsitzenden Štefan Boleslav Roman zusammen und schrieb mit ihm das populärwissenschaftliche Buch Zodpovedná spoločnosť  (Verantwortliche Gesellschaft).
Er starb am 8. August 1987 in New York an einem Herzinfarkt.